# Wereldkampioenschap rugby 1995
Het wereldkampioenschap rugby 1995 is het derde wereldkampioenschap rugby. Het toernooi werd van 25 mei tot 24 juni 1995 gehouden in Zuid-Afrika. De winnaar werd het Zuid-Afrikaans rugbyteam, dat in de finale met 15-12 won van Nieuw-Zeeland.
Het gastland deed voor het eerst mee na een boycot wegens de apartheidspolitiek. Het werd dan ook gezien als een overwinning op de apartheid toen president Nelson Mandela, gekleed in het shirt van het nationale team, de Webb Ellis Cup overhandigde aan de Zuid-Afrikaanse aanvoerder Francois Pienaar.

## Speelsteden
De 32 wedstrijden werden in negen verschillende stadions gespeeld, allemaal in Zuid-Afrika. De finale werd gespeeld in het grootste stadion, Ellispark in Johannesburg. Er konden gemiddeld 44.339 mensen de wedstrijd volgen in het stadion. Uiteindelijk zouden er 1.100.000 mensen het stadion bezoeken, wat neerkomt op 34.375 toeschouwers per wedstrijd.
| Stad           | Stadion              | Capaciteit | Aantal wedstrijden |
| -------------- | -------------------- | ---------- | ------------------ |
| Johannesburg   | Ellispark            | 62.000     | 5                  |
| Pretoria       | Loftus Versfeld      | 50.000     | 5                  |
| Kaapstad       | Nuweland             | 50.000     | 4                  |
| Durban         | Kings Park Stadion   | 50.000     | 5                  |
| Bloemfontein   | Vrystaat Stadion     | 40.000     | 3                  |
| Port Elizabeth | Boet Erasmus Stadion | 38.950     | 3                  |
| Rustenburg     | Olympiapark          | 30.000     | 3                  |
| Oos-Londen     | Basil Kenyon Stadion | 22.000     | 3                  |
| Stellenbosch   | Danie Craven Stadion | 16.000     | 1                  |

## Deelnemende landen
Evenals de eerdere edities mochten er zestien landen meedoen aan het wereldkampioenschap. De acht kwartfinalisten van vier jaar eerder waren automatisch geplaatst evenals gastland Zuid-Afrika. Voor de overige zeven plaatsen werd er gestreden in een kwalificatietoernooi.
De deelnemende landen waren:
| Afrika - Ivoorkust - Zuid-Afrika | Amerika - Argentinië - Canada | Azië - Japan | Europa - Engeland - Frankrijk - Ierland - Italië - Roemenië - Schotland - Wales | Oceanië - Australië - Nieuw-Zeeland - Samoa - Tonga |

## Groepsfase
De zestien deelnemende landen werden verdeeld over vier groepen van vier landen. Een winstpartij leverde drie punten op, een gelijkspel twee punt en een verlies één punt. De beste twee landen van elke groep gingen door naar de kwartfinales.
Een try leverde vijf punten, een conversie twee, een penalty drie en een drop-goal drie.

### Groep A
| Plaats | Land        | Wedstrijden | Wedstrijden | Wedstrijden | Wedstrijden | Doelpunten | Doelpunten | Doelpunten | Punten |
| Plaats | Land        | gespeeld    | winst       | gelijk      | verlies     | voor       | tegen      | saldo      | Punten |
| ------ | ----------- | ----------- | ----------- | ----------- | ----------- | ---------- | ---------- | ---------- | ------ |
| 1      | Zuid-Afrika | 3           | 3           | 0           | 0           | 68         | 26         | 42         | 9      |
| 2      | Australië   | 3           | 2           | 0           | 1           | 87         | 41         | 46         | 7      |
| 3      | Canada      | 3           | 1           | 0           | 2           | 45         | 50         | -5         | 5      |
| 4      | Roemenië    | 3           | 0           | 0           | 3           | 14         | 97         | -83        | 3      |

| Datum  |             | Uitslag |           | Stadion              | Plaats         |
| ------ | ----------- | ------- | --------- | -------------------- | -------------- |
| 25 mei | Zuid-Afrika | 27–18   | Australië | Nuweland             | Kaapstad       |
| 26 mei | Canada      | 34–3    | Roemenië  | Boet Erasmus Stadion | Port Elizabeth |
| 30 mei | Zuid-Afrika | 21–8    | Roemenië  | Nuweland             | Kaapstad       |
| 31 mei | Australië   | 27–11   | Canada    | Boet Erasmus Stadion | Port Elizabeth |
| 3 juni | Australië   | 42–3    | Roemenië  | Danie Craven Stadion | Stellenbosch   |
| 3 juni | Zuid-Afrika | 20–0    | Canada    | Boet Erasmus Stadion | Port Elizabeth |

### Groep B
| Plaats | Land       | Wedstrijden | Wedstrijden | Wedstrijden | Wedstrijden | Doelpunten | Doelpunten | Doelpunten | Punten |
| Plaats | Land       | gespeeld    | winst       | gelijk      | verlies     | voor       | tegen      | saldo      | Punten |
| ------ | ---------- | ----------- | ----------- | ----------- | ----------- | ---------- | ---------- | ---------- | ------ |
| 1      | Engeland   | 3           | 3           | 0           | 0           | 95         | 60         | 35         | 9      |
| 2      | Samoa      | 3           | 2           | 0           | 1           | 96         | 88         | 8          | 7      |
| 3      | Italië     | 3           | 1           | 0           | 2           | 69         | 94         | -25        | 5      |
| 4      | Argentinië | 3           | 0           | 0           | 3           | 69         | 87         | -18        | 3      |

| Datum  |            | Uitslag |          | Stadion              | Plaats     |
| ------ | ---------- | ------- | -------- | -------------------- | ---------- |
| 27 mei | Italië     | 18–42   | Samoa    | Basil Kenyon Stadion | Oos-Londen |
| 27 mei | Argentinië | 18–24   | Engeland | Kings Park Stadion   | Durban     |
| 30 mei | Argentinië | 26–32   | Samoa    | Basil Kenyon Stadion | Oos-Londen |
| 31 mei | Engeland   | 27–20   | Italië   | Kings Park Stadion   | Durban     |
| 4 juni | Argentinië | 25–31   | Italië   | Basil Kenyon Stadion | Oos-Londen |
| 4 juni | Engeland   | 44–22   | Samoa    | Kings Park Stadion   | Durban     |

### Groep C
| Plaats | Land          | Wedstrijden | Wedstrijden | Wedstrijden | Wedstrijden | Doelpunten | Doelpunten | Doelpunten | Punten |
| Plaats | Land          | gespeeld    | winst       | gelijk      | verlies     | voor       | tegen      | saldo      | Punten |
| ------ | ------------- | ----------- | ----------- | ----------- | ----------- | ---------- | ---------- | ---------- | ------ |
| 1      | Nieuw-Zeeland | 3           | 3           | 0           | 0           | 222        | 45         | 177        | 9      |
| 2      | Ierland       | 3           | 2           | 0           | 1           | 93         | 94         | -1         | 7      |
| 3      | Wales         | 3           | 1           | 0           | 2           | 89         | 68         | 21         | 5      |
| 4      | Japan         | 3           | 0           | 0           | 3           | 55         | 252        | -197       | 3      |

| Datum  |               | Uitslag |               | Stadion          | Plaats       |
| ------ | ------------- | ------- | ------------- | ---------------- | ------------ |
| 27 mei | Japan         | 10–57   | Wales         | Vrystaat Stadion | Bloemfontein |
| 27 mei | Ierland       | 19–43   | Nieuw-Zeeland | Ellispark        | Johannesburg |
| 31 mei | Ierland       | 50–28   | Japan         | Vrystaat Stadion | Bloemfontein |
| 31 mei | Nieuw-Zeeland | 34–9    | Wales         | Ellispark        | Johannesburg |
| 4 juni | Japan         | 17–145  | Nieuw-Zeeland | Vrystaat Stadion | Bloemfontein |
| 4 juni | Ierland       | 24–23   | Wales         | Ellispark        | Johannesburg |

### Groep D
| Plaats | Land      | Wedstrijden | Wedstrijden | Wedstrijden | Wedstrijden | Doelpunten | Doelpunten | Doelpunten | Punten |
| Plaats | Land      | gespeeld    | winst       | gelijk      | verlies     | voor       | tegen      | saldo      | Punten |
| ------ | --------- | ----------- | ----------- | ----------- | ----------- | ---------- | ---------- | ---------- | ------ |
| 1      | Frankrijk | 3           | 3           | 0           | 0           | 114        | 47         | 67         | 9      |
| 2      | Schotland | 3           | 2           | 0           | 1           | 149        | 27         | 122        | 7      |
| 3      | Tonga     | 3           | 1           | 0           | 2           | 44         | 90         | -46        | 5      |
| 4      | Ivoorkust | 3           | 0           | 0           | 3           | 29         | 172        | -143       | 3      |

| Datum  |           | Uitslag |           | Stadion         | Plaats     |
| ------ | --------- | ------- | --------- | --------------- | ---------- |
| 26 mei | Frankrijk | 38–10   | Tonga     | Loftus Versfeld | Pretoria   |
| 26 mei | Ivoorkust | 0–89    | Schotland | Olympiapark     | Rustenburg |
| 30 mei | Frankrijk | 54–18   | Ivoorkust | Olympiapark     | Rustenburg |
| 30 mei | Schotland | 41–5    | Tonga     | Loftus Versfeld | Pretoria   |
| 3 juni | Ivoorkust | 11–29   | Tonga     | Olympiapark     | Rustenburg |
| 3 juni | Frankrijk | 22–19   | Schotland | Loftus Versfeld | Pretoria   |

## Knock-outfase
|  | kwartfinale                          | kwartfinale                  |                                          |    | halve finale                        | halve finale                        |   |  | finale | finale |
|  |                                      |                              |                                          |    |                                     |                                     |   |  |        |        |
|  | 10 juni - Ellispark, Johannesburg    |                              |                                          |    |                                     |                                     |   |  |        |        |
|  |                                      |                              |                                          |    |                                     |                                     |   |  |        |        |
|  | Zuid-Afrika                          | 42                           |                                          |    |                                     |                                     |   |  |        |        |
|  | Zuid-Afrika                          | 42                           | 17 juni - Kings Park Stadion, Durban     |    |                                     |                                     |   |  |        |        |
|  | Samoa                                | 14                           |                                          |    |                                     |                                     |   |  |        |        |
|  | Samoa                                | 14                           | Zuid-Afrika                              | 19 |                                     |                                     |   |  |        |        |
|  | 10 juni - Kings Park Stadion, Durban |                              | Zuid-Afrika                              | 19 |                                     |                                     |   |  |        |        |
|  |                                      | Frankrijk                    | 15                                       |    |                                     |                                     |   |  |        |        |
|  | Frankrijk                            | Frankrijk                    | 15                                       | 36 |                                     |                                     |   |  |        |        |
|  | Frankrijk                            |                              | 24 juni - Ellispark, Johannesburg (n.v.) | 36 |                                     |                                     |   |  |        |        |
|  | Ierland                              | 12                           |                                          |    |                                     |                                     |   |  |        |        |
|  | Ierland                              | 12                           | Zuid-Afrika                              | 15 |                                     |                                     |   |  |        |        |
|  | 11 juni - Nuweland, Kaapstad         |                              | Zuid-Afrika                              | 15 |                                     |                                     |   |  |        |        |
|  |                                      | Nieuw-Zeeland                | 12                                       |    |                                     |                                     |   |  |        |        |
|  | Australië                            | Nieuw-Zeeland                | 12                                       | 22 |                                     |                                     |   |  |        |        |
|  | Australië                            | 18 juni - Nuweland, Kaapstad |                                          | 22 |                                     |                                     |   |  |        |        |
|  | Engeland                             | 25                           |                                          |    |                                     |                                     |   |  |        |        |
|  | Engeland                             | 25                           | Engeland                                 | 29 | derde plaats                        | derde plaats                        |   |  |        |        |
|  | 11 juni - Loftus Versfeld, Pretoria  |                              | Engeland                                 | 29 | derde plaats                        | derde plaats                        |   |  |        |        |
|  |                                      | Nieuw-Zeeland                | 45                                       |    | 22 juni - Loftus Versfeld, Pretoria | 22 juni - Loftus Versfeld, Pretoria |   |  |        |        |
|  | Nieuw-Zeeland                        | Nieuw-Zeeland                | 45                                       | 48 | 22 juni - Loftus Versfeld, Pretoria | 22 juni - Loftus Versfeld, Pretoria |   |  |        |        |
|  | Nieuw-Zeeland                        |                              |                                          |    |                                     | Engeland                            | 9 |  |        |        |
|  | Schotland                            | 30                           |                                          |    |                                     | Engeland                            | 9 |  |        |        |
|  | Schotland                            | 30                           | Frankrijk                                | 19 |                                     |                                     |   |  |        |        |
|  |                                      |                              | Frankrijk                                | 19 |                                     |                                     |   |  |        |        |

| 1995 Wereldkampioen rugby |
| ------------------------- |
| ZUID-AFRIKA Eerste titel  |

## Topscorers

### In punten
Er zijn in totaal 1730 punten gescoord, dit is gemiddeld 54 per wedstrijd. De Fransman Thierry Lacroix werd topscorer met 112 punten.
| Naam            | Land          | Punten |
| --------------- | ------------- | ------ |
| Thierry Lacroix | Frankrijk     | 112    |
| Gavin Hastings  | Schotland     | 104    |
| Andrew Mehrtens | Nieuw-Zeeland | 84     |

### In try's
Er zijn in totaal 187 try's gescoord, dit is gemiddeld 6 per wedstrijd.
| Naam           | Land          | Try's |
| -------------- | ------------- | ----- |
| Jonah Lomu     | Nieuw-Zeeland | 7     |
| Mark Ellis     | Nieuw-Zeeland | 7     |
| Gavin Hastings | Schotland     | 5     |
| Rory Underwood | Engeland      | 5     |

1987 · 
1991 · 
1995 · 
1999 · 
2003 · 
2007 · 
2011 · 
2015 · 
2019 · 
2023 · 
2027 · 
2031